# Microsoft Narrator
Microsoft Narrator – czytnik ekranowy firmy Microsoft dołączany do systemów Windows 2000, Windows XP, Windows Vista, Windows 7, Windows 8, Windows 10 i Windows 11. Program odczytuje na głos tekst z ekranu komputera oraz otrzymywane komunikaty, co umożliwia korzystanie komputera bez monitora lub pomaga w pracy osobom niewidomym.
Domyślnym głosem w systemie Windows XP jest Microsoft Sam.